# Timorlaubsänger

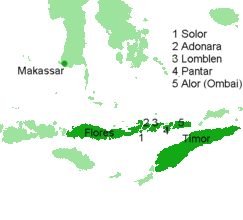
Verbreitung des Timorlaubsängers (Phylloscopus presbytes) (dunkelgrün)

Der Timorlaubsänger (Phylloscopus presbytes) ist ein südostasiatischer Vertreter der Vogelgattung der Laubsänger. Man unterscheidet die beiden Unterarten P. p. presbytes (Blyth, 1870) (auf Timor) und P. p. floris (Hartert, EJO, 1898)  (auf Flores). Allerdings akzeptiert die IOC World bird list keine Unterart und sieht P. p. floris als Synonym zum Floreslaubsänger (Phylloscopus floresianus (Dickinson & Christidis, 2014)). Der neue Name war erforderlich, da floris bereits nach den Internationalen Regeln für die Zoologische Nomenklatur durch die Gelbbauch-Laubsänger-Unterart (Phylloscopus montis floris (Hartert, EJO, 1897)) belegt war.

## Merkmale
Der Timorlaubsänger erreicht eine Körperlänge von 11 cm. Die Nominatform ist oberseits stumpf bräunlich-oliv, seitlich des Scheitels bräunlicher. Der Mittelscheitelstreifen ist hell oder stumpf gelblich. Der lange gelblich-weiße Überaugenstreif reicht bis hinter die Ohrdecken. Die Zügel und der Augenstreif sind oliv-braun. Die Wangen und Ohrdecken sind gelblich-weiß. Die großen Oberflügeldecken können an den Spitzen eine hell-gelbe Flügelbinde aufweisen. Der Schwanz ist braun, die Innenfahne der äußeren drei Federn ist rein weiß. Die Unterseite ist hell gelblich-weiß, die Kehle ist weißer. Die Brust ist gelb gestreift. Bauch und Bürzel weisen eine intensive Gelbfärbung auf. Bei einer Farbvariation am Mount Ramelan ist die Krone grauer, der Rücken mehr graugrün und die Unterseite heller gelb. Bei Exemplaren am Mount Mutis ist die Krone oliv-braun und der Rücken oliv-grün. Die Iris ist dunkelbraun, der Oberkiefer ist dunkel hornbraun und der Unterkiefer ist gelb. Die Beine sind dunkelgrau. Die Geschlechter sehen gleich aus. Die juvenilen Vögel sind brauner als die adulten Vögel und haben keinen Scheitelstreifen. Die Unterart Phylloscopus presbytes floresianus hat einen kürzeren Schnabel als die Nominatform sowie einen rudimentären mittleren Kronenstreifen. Die Flügelränder sind grün und die Unterseite ist gleichmäßiger und intensiver gelb.

## Verbreitung
Die Art kommt nur auf Timor, Flores und Atauro vor, die zu den Kleinen Sundainseln gehören.

## Lebensraum
Der Timorlaubsänger ist ein Standvogel. Man findet ihn hauptsächlich in Flachland- und Bergregenwäldern von Meereshöhe bis 2300 m, aber auch in Plantagen und Dornbuschsavannen im Flachland und im Gebirge, so am Tatamailau, am Monte Mundo Perdido, im Nationalpark Nino Konis Santana und am Mano Côco.  Auf Flores kommt die Unterart Phylloscopus presbytes floresianus in Primärwäldern und leicht degradierten Bergwäldern, aber auch in sekundärem Buschwerk und Kasuarinen-Wäldern zwischen 1000 m und 2400 m vor.

## Lebensweise
Die Nahrung umfasst kleine Wirbellose. Der Timorlaufsänger geht allein, paarweise und häufig in gemischten Artschwärmen auf Nahrungssuche. Er hält sich häufig in den mittleren Baumetagen und im Kronendach auf, wo er Insekten aus dem Laub pickt. Über das Brutverhalten ist nur wenig bekannt. Ein einzelnes Exemplar wurde im August 1964 beim Zusammentragen von Nistmaterial beobachtet  und im September 2005 ein Paar, wie es einen jungen Sundakuckuck (Cuculus lepidus) fütterte.

## Stimme
Der Gesang der Nominatform umfasst ein kurzes, aber schnelles, fast stakkatoartiges Zirpen von weichen, hohen Tönen. Bei der Unterart P. p. floresianus wird ein kurzes, weiches Trillern von drei bis vier hohen Pfeiftönen abwechselnd auf- und abwärts, in kurzen Abständen wiederholt.

## Status
Der Timorlaubsänger wird von der IUCN als nicht gefährdete Art (least concern) klassifiziert. Er hat ein eingeschränktes Verbreitungsgebiet und kommt in der Endemic Bird Area Nord-Nusa Tenggara sowie in der Timor and Wetar Endemic Bird Area  vor. Er ist häufig bis sehr häufig auf Flores und mäßig häufig und weit verbreitet auf Timor und auf der Nachbarinsel Atauro. In den Wäldern auf Wetar ist er weitverbreitet, obwohl er dort offenbar weniger häufig ist als auf Timor.